# Mareux
 (mars 2024).
La mise en forme du texte ne suit pas les recommandations de Wikipédia : il faut le « wikifier ».
Les points d'amélioration suivants sont les cas les plus fréquents. Le détail des points à revoir est peut-être précisé sur la page de discussion.
- Les titres sont pré-formatés par le logiciel. Ils ne sont ni en capitales, ni en gras.
- Le texte ne doit pas être écrit en capitales (les noms de famille non plus), ni en gras, ni en italique, ni en « petit »…
- Le gras n'est utilisé que pour surligner le titre de l'article dans l'introduction, une seule fois.
- L'italique est rarement utilisé : mots en langue étrangère, titres d'œuvres, noms de bateaux, etc.
- Les citations ne sont pas en italique mais en corps de texte normal. Elles sont entourées par des guillemets français : « et ».
- Les listes à puces sont à éviter, des paragraphes rédigés étant largement préférés. Les tableaux sont à réserver à la présentation de données structurées (résultats, etc.).
- Les appels de note de bas de page (petits chiffres en exposant, introduits par l'outil «  Source ») sont à placer entre la fin de phrase et le point final[comme ça].
- Les liens internes (vers d'autres articles de Wikipédia) sont à choisir avec parcimonie. Créez des liens vers des articles approfondissant le sujet. Les termes génériques sans rapport avec le sujet sont à éviter, ainsi que les répétitions de liens vers un même terme.
- Les liens externes sont à placer uniquement dans une section « Liens externes », à la fin de l'article. Ces liens sont à choisir avec parcimonie suivant les règles définies. Si un lien sert de source à l'article, son insertion dans le texte est à faire par les notes de bas de page.
- La présentation des références doit suivre les conventions bibliographiques. Il est recommandé d'utiliser les modèles {{Ouvrage}}, {{Chapitre}}, {{Article}}, {{Lien web}} et/ou {{Bibliographie}}. Le mode d'édition visuel peut mettre en forme automatiquement les références.
- Insérer une infobox (cadre d'informations à droite) n'est pas obligatoire pour parachever la mise en page.

Pour une aide détaillée, merci de consulter Aide:Wikification.
Si vous pensez que ces points ont été résolus, vous pouvez retirer ce bandeau et améliorer la mise en forme d'un autre article.
Aryan Ashtiani (né le 22 février 1992), plus connu sous le son de scène Mareux, est un musicien américain originaire de Los Angeles, en Californie. Ses œuvres se rattachent à de la dark wave, du post-punk, du rock gothique et de la musique électronique.
Il connaît un pic de succès en 2021 lorsque sa reprise de The Perfect Girl de The Cure datant de 2015 est devenue virale sur TikTok. Il a performé au festival Coachella en 2023 et a sorti son premier album Lovers From the Past plus tard la même année.

## Carrière
L'intêret d'Ashtiani pour la musique a d'abord été l'eurodance, qu'il a découvert en regardant les chaînes polonaises MTV pendant des étés qu'il passait en Iran, ainsi que les groupes de post-punk revival Interpol et Editors. Son engouement pour la musique diminue ensuite, jusqu'à ce qu'il écoute le premier album éponyme de TR/ST en 2012, qui, selon lui, l'a « secoué » et l'a poussé à évoluer dans sa direction artistique actuelle. En 2011 et 2012, Ashtiani produit plutôt de l'électro française, de la house et de l'EDM. Il choisit le nom de scène Mareux, estimant qu'il sonne comme un faux nom français.
Ashtiani sort son premier EP sous le nom de Mareux, Decade, en 2013. Il est diplômé d'une licence en art en 2015 de l'université de Californie à Santa Barbara. De 2015 à 2018, il arrête la musique pour consacrer son temps à une carrière dans le domaine de la santé. En 2020, il travaille comme ambulancier et prévoit de devenir assistant médical pour aider les communautés les plus démunies de Los Angeles. Il sort l'EP Predestiny en 2020.
En 2021, Mareux gagne en popularité lorsque sa reprise de Perfect Girl de The Cure datant de 2015 devient virale sur TikTok. Sa musique est souvent associée aux vidéos consacrées au film American Psycho et à son personnage principal, Patrick Bateman. Le succès de The Perfect Girl permet à Mareux de tourner un clip en 2022 avec Violet Chachki, la gagnante de la septième saison de RuPaul's Drag Race. En avril 2022, The Perfect Girl cumule 2,3 milliards d'écoutes sur TikTok. Le titre compte également plus de 250 millions d'écoutes sur Spotify en mai 2023.
Sa popularité grandissante permet à Mareux d'être invité à jouer au festival Coachella en avril 2023. Le 5 mai 2023, il sort son premier album Lovers From the Past, précédé de quatre singles : Glass (avec King Woman), Night Vision, Lovers From the Past et Little Lies.

## Discographie

### Albums
- Lovers From the Past (2023)

### EPs
- Decade (2013)
- Predestiny (2020)